# Олміто (Техас)
Олміто (англ. Olmito) — переписна місцевість (CDP) в США, в окрузі Камерон штату Техас. Населення — 1021 особа (2020).

## Географія
Олміто розташоване за координатами 26°1′39″ пн. ш. 97°32′25″ зх. д. / 26.02750° пн. ш. 97.54028° зх. д. (26.027589, -97.540356).  За даними Бюро перепису населення США в 2010 році переписна місцевість мала площу 1,87 км², з яких 1,66 км² — суходіл та 0,21 км² — водойми.

## Демографія
Згідно з переписом 2010 року, у переписній місцевості мешкало 1210 осіб у 314 домогосподарствах у складі 277 родин. Густота населення становила 646 осіб/км².  Було 336 помешкань (179/км²).
Расовий склад населення:
| - 62,8 % — білих - 1,5 % — корінних американців - 0,6 % — чорних або афроамериканців - 35,1 % — осіб інших рас |

До двох чи більше рас належало 0,0 %. Частка іспаномовних становила 95,8 % від усіх жителів.
За віковим діапазоном населення розподілялося таким чином: 32,3 % — особи молодші 18 років, 57,7 % — особи у віці 18—64 років, 10,0 % — особи у віці 65 років та старші. Медіана віку мешканця становила 30,0 року. На 100 осіб жіночої статі у переписній місцевості припадало 101,7 чоловіків;  на 100 жінок у віці від 18 років та старших — 96,9 чоловіків також старших 18 років.
Середній дохід на одне домашнє господарство  становив 38 684 долари США (медіана — 21 027), а середній дохід на одну сім'ю — 41 574 долари (медіана — 21 518). За межею бідності перебувало 49,8 % осіб, у тому числі 74,2 % дітей у віці до 18 років та 20,9 % осіб у віці 65 років та старших.
Цивільне працевлаштоване населення становило 205 осіб. Основні галузі зайнятості: освіта, охорона здоров'я та соціальна допомога — 45,9 %, транспорт — 22,0 %, будівництво — 10,2 %, роздрібна торгівля — 8,8 %.